# اسلاید پروژکتور

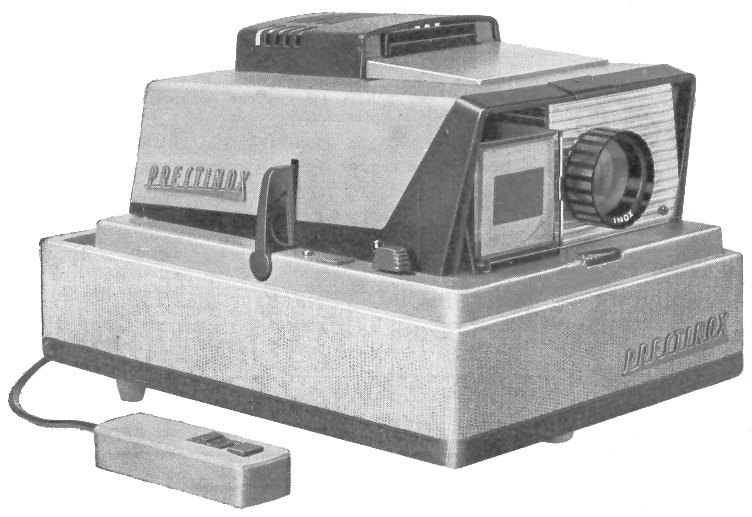
یک دستگاه اسلاید پروژکتور

پروژکتور اسلاید یا فراتاب اسلاید، یک دستگاه نوری-مکانیکی است که برای مشاهده اسلایدهای عکاسی بکار می‌رود.

## تاریخچه
تماشای اسلایدها با دستگاه پروژکتور در سال‌های ۱۹۵۰ تا ۱۹۷۰ به عنوان یک سرگرمی خانواده‌ای در آمده بود. در این اواخر استفاده از اسلایدهای عکاسی و پروژکتور تا حد زیادی جای خود را به چاپ‌های کم هزینه (پرینت)، دوربین‌های دیجیتال، دی وی دی، ویدئو مانیتور و ویدئو پروژکتور داده است.